# Aurigny Air Services

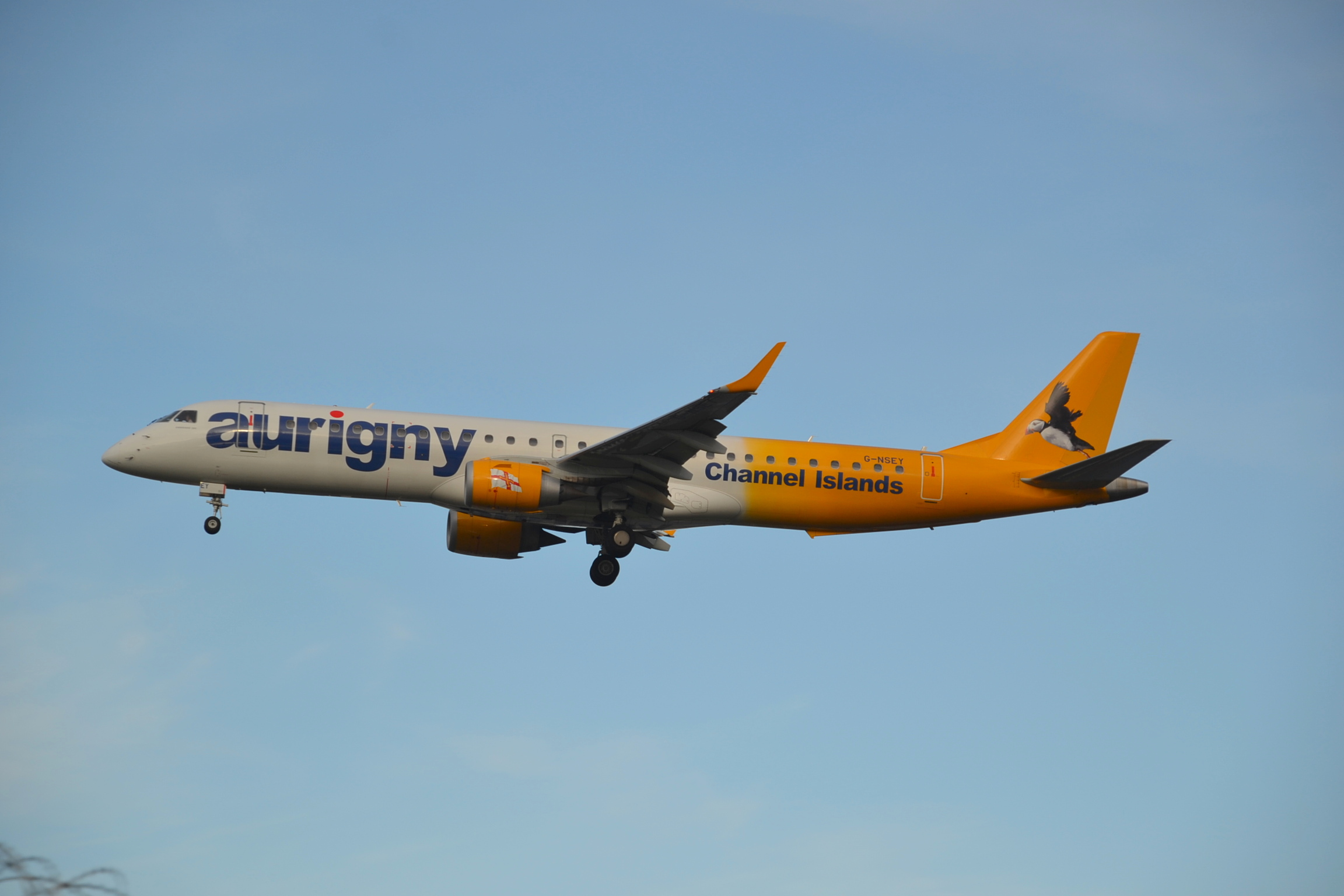
Un Embraer 195 de Aurigny Air Services

Aurigny Air Services est une compagnie aérienne guernesiaise fondée en 1968 et basée à Guernesey. Elle assure des vols réguliers de passagers et de fret entre les Îles Anglo-Normandes, le Royaume-Uni et la France.

## Histoire
Aurigny Air Services est basée à l'Aéroport de Guernesey. 
Elle compte 8 avions (4 ATR, 3 Dornier 228, 1 Embraer 195) et compte 11 destinations. 
Son siège social est à Guernesey. 
Le dirigeant est Derrick Bailey.
En juillet 2018, la compagnie passe commande de 3 ATR72-600, afin de remplacer ses ATR72-500.

## Destinations
Les destinations de Aurigny Air Services sont : Aurigny, Bristol, East Midlands, Grenoble (saisonnier), Guernesey, Leeds/Bladford, Londres Gatwick, Londres Stansted, Manchester, Norwich (saisonnier) et Southampton.

## Flotte
La flotte d'Aurigny Air Services est composée des appareils suivants au mois de juillet 2018:

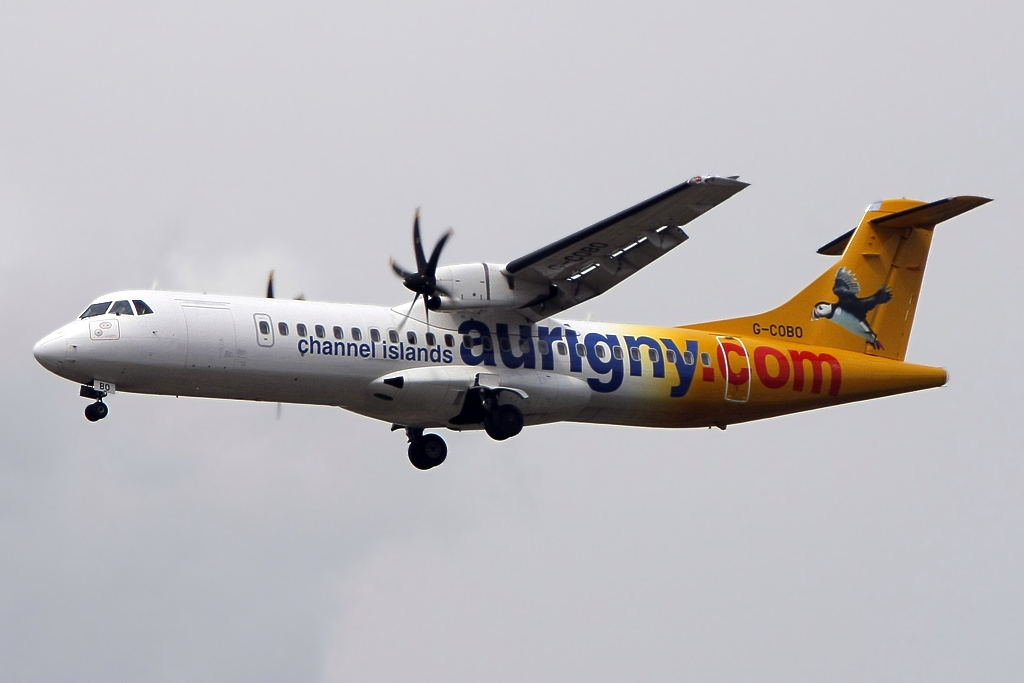
Un ATR 72-212 d'Aurigny Air Services

| Appareils   | En service | Commandes | Passagers | Notes |
| ----------- | ---------- | --------- | --------- | ----- |
| ATR 42-500  | 1          |           | 48        |       |
| ATR 72-500  | 3          |           | 72        |       |
| ATR 72-600  | 0          | 3         | 72        |       |
| Dornier 228 | 3          | 1         | 19        |       |
| Embraer 195 | 1          |           | 122       |       |
| Total       | 8          | 4         |           |       |